# تيدوك (كاهشنغ)
تيدوك (بالإنجليزية: Tiduk)‏ هي مستوطنة تقع في إيران في قسم كاهشنغ الريفي.